# Тверское сражение
Тверское сражение произошло в два этапа — 11 (21) июля — 13 (23) июля 1609 года в ходе Русско-польской войны между русским войском и польско-литовским войском.

## Предпосылки
После битвы под Торжком, произошедшей 17 (27) июня, пан Зборовский отступил в Тверь, а ему на помощь было послано крупное подкрепление. К началу июля в Торжке собралось русское войско, а также шведы, немецкие и французские наёмники. Скопин-Шуйский настаивал на скорейших действиях, пока к противнику не успело подойти подкрепление. Поэтому сразу же были сформированы полки, которые отправились в Тверь. Наёмники были распределены по полкам. Русское войско выглядело следующим образом:
- Большой полк — Михаил Васильевич Шуйский и Яков Делагарди.
- Передовой полк — Головин Семён Васильевич и немецкий ротмистр.
- Сторожевой полк — Барятинский Яков Петрович и немецкий ротмистр.

Польско-литовские войска, находящиеся под Тверью, составляли 12 полков, а их основной силой было 5000 всадников Зборовского (большая часть из которых, были панцирные казаки).

## Ход битвы
7 (17) — 8 (18) июля русское войско выступило из Торжка, а 11 (21) июля подошло к Твери и встало лагерем в 10 верстах от неё. Войско интервентов заняло укреплённые позиции. Поэтому Скопин-Шуйский начал действовать небольшими конными отрядами, чтобы выманить противника, однако схватки передовых отрядов ни к чему не привели. Тогда он повёл всё войско, построенное следующим образом: в центре стояла шведская и немецкая пехота, на левом фланге — французская и немецкая конница, а на правом — русская. Планировалось ударами с левого фланга отвлечь вражеское войско, после чего мощным ударом с правого фланга отсечь его от города и прижать к Волге.
Однако польская конница атаковала первой, сконцентрировав удар на левом фланге. Французская и немецкая конница не выдержала польской атаки и вскоре обратилась в паническое бегство, понеся тяжёлые потери. Однако пехота в центре выдержала натиск и смогла его отразить, несмотря на то, что шёл сильный дождь (что не давало ей использовать огнестрельное оружие). Выдержала атаку и русская конница. К 19 часам бой закончился и интервенты вернулись за укрепления. Вскоре вернулись и остатки французско-немецкой конницы.
13 (23) июля ранним утром русские и шведские отряды ворвались за польские укрепления и началось ожесточённое сражение. Затем Скопин-Шуйский нанёс неожиданный удар, который привёл к победе. Вот что об этой атаке сообщается в «Повести о победах Московского государства»:
Ратные же его люди многою силою вооружишася, начаша за полскими людми ганятиа. И Божиею Милостию, и премудрым промыслом, и храбростию боярина и воеводы князя Михаила Василевича Скопина полских и литовских людей побили, и таборы их взяли, и Тверь осадили. И под Тверью русские и немецкие люди многа богатества у полских людей побрали.
С польской стороны об этом упоминал пастор Бер:
Скопин же и Делагарди, одержав победу, двинулись вперед, перешли Волгу и заняли Тверь; тут встретились они с 5000 конных копейщиков, высланных Дмитрием под начальством пана Зборовского, сразились с ними и, разбитые наголову, бежали за Волгу; но вскоре ободрились: на другой день опять начали битву и с таким мужеством ударили на Поляков, что Зборовский не мог устоять; покрытый стыдом, потеряв многих воинов, он удалился в Тушинский лагерь. Эта неудача ещё более озлобила Димитрия против Немцев.
А шведы приписывали все заслуги себе:
В то время, когда Димитрий так веселился, пировал и ликовал в стане под Москвою, шведский полководец, граф Яков Де ла Гарди, с русским вождем, Михаилом Скопиным, подошел к городу Твери; у них было большое сражение с поляками, и победа опять осталась за шведами, которые одолели и обратили поляков в бегство. По окончании битвы русский полководец Скопин бросился на шею к графу Де ла Гарди со слезами на глазах благодарил и сказал, что дядя его, великий князь, и все русское государство никогда не будут в силах достойно отблагодарить его и королевское войско, а тем менее заплатить за эту важную услугу.

## Последствия
Польско-литовское войско понесло тяжёлые потери, пан Зборовский с его остатками бежал в лагерь, преследуемый 40 вёрст. Однако в Твери оставался гарнизон пана Красовского. Скопин-Шуйский начал наступать на Москву, а Делагарди предпринял попытки штурмовать Тверь, но — безуспешно. Французские и немецкие наёмники понесли очень тяжёлые потери и вскоре дезертировали. Вскоре из-за отсутствия жалования, большинство наёмников ушло — осталась только часть шведских войск во главе с Делагарди. Скопин-Шуйский учёл опыт битвы, поэтому начал формировать из крестьян войско, которое обучал Христиер Зомме.